# Енсијеро
Енсијеро са биковима (шп. encierro de toros) је шпански традиционални обичај који се одржава у многим селима и неколико градова у Шпанији. 
Енсијеро представља трчање пред биковима, кравама или јунцима одређеним улицама града или села чији су прилази затворени. Трчање се на крају завршава уласком у арену за борбу с биковима, кориду. За разлику од кориде, у којој учествују само професионалци, у енсијеру може да учествује било ко, и нема директног насиља над биковима - чак је и вуча за реп недозвољена. Најбољи тркачи су они који успеју да трче веома близу бикова али их не додирују. Повреде су уобичајене и честе, и тркача и бикова - тркачима се обично дешава да падну и да их маса и бикови прегазе, или да их бикови набоду, а биковима се дешава да клизају и да падну, или да заглаве копита на лоше поплочаним улицама.
Овај обичај је настао тако што су приликом премештања бикова из корала до кланица младићи ускакали међу њих како би се правили важни својом храброшћу. 
На енсијеросима се обично одреди једна рута кроз град кроз коју ће трка проћи, и околне улице се затворе. Обично се користи 6 бикова који пре подне трче у енсијеросима а поподне се боре у коридама.
Дозвољена старост за трчање се разликује од града до града. Неки, као на пример у Сан Себастијан де лос Рејес дозвољавају учествовање особама од 16 година па на више, међутим, у највећем броју случајева, дозвољено је само пунолетним особама да учествују у енсијеросима. 
Најпознатији енсијеро је свакако Санферминес који се одржава у Памплони између 6. и 14. јула. Такође је веома познат енсијеро у Сан Себастијану де лос Рејес, граду који је познат као „Мала Памплона“ (шп. Pamplona chica) који се слави 28. августа.